# Sliema Wanderers Football Club
Lo Sliema Wanderers Football Club, meglio noto come Sliema Wanderers, è una società calcistica maltese con sede nella città di Sliema.
Fondato nel 1909, il club è il più titolato del paese: vanta infatti in bacheca 26 campionati maltesi, 22 Coppe di Malta (record nazionale) e 3 Supercoppe di Malta; detiene inoltre il primato di partecipazioni alla BOV Premier League (106).
Nella stagione 2024-2025 ha militato in Premier League, la massima divisione nazionale, in cui si è classificato alle semifinaly dei play-off.

## Storia
Il club fu fondato nel 1909, e l'origine del suo nome è fatta risalire alla folta componente inglese dei primi anni, che trasse ispirazione dal nome di alcune squadre con lo stesso appellativo già fondate in Inghilterra (Bolton e Wolverhampton). Fin dall'anno di nascita prese parte alla prima edizione del campionato maltese di calcio (1909-10), nella quale ottenne il secondo posto alle spalle dei vincitori del Floriana.
La prima vittoria in campionato arrivò dieci anni più tardi, con il titolo del 1919-20. Da quel primo successo, il club ha dominato la scena del calcio maltese per i successivi 50 anni, contendendosi la palma di migliore squadra dell'isola con i rivali del Floriana e riuscendo ad essere presente nell'albo d'oro dei vincitori del campionato almeno una volta in ogni decennio. Del 1935 è invece la prima vittoria nella Coppa di Malta.
La fine degli anni '70 vide un appannamento dei risultati del club, che dopo il titolo del 1976 riuscì ad aggiudicarsi la vittoria in campionato solamente in due occasioni (1989 e 1996) nei successivi vent'anni (dopo aver subito addirittura la prima storica retrocessione nel 1983).
Il periodo recente ha visto la squadra aggiudicarsi il titolo in tre occasioni consecutive fra il 2003 ed il 2005; restano questi, ad oggi, gli ultimi successi raggiunti in campionato. Negli ultimi anni il club ha vissuto un periodo di appannamento, e l'ultimo trofeo risale al 2016, con la conquista della ventunesima Coppa di Malta. Nel 2022 termina il campionato all'ultimo posto, subendo così la seconda retrocessione della sua storia a 37 anni di distanza dall'ultima volta. La permanenza in serie cadetta è durata soltanto una stagione, con la promozione in massima serie raggiunta già l'anno successivo.
La squadra resta al giorno d'oggi la più titolata di Malta, e detiene il record di vittorie in campionato (26), condiviso con il Floriana, e nella coppa nazionale (21).
Il sodalizio dispone inoltre di una squadra di calcio a 5, che attualmente prende parte alla massima divisione nazionale.

## Colori e simboli

### Colori

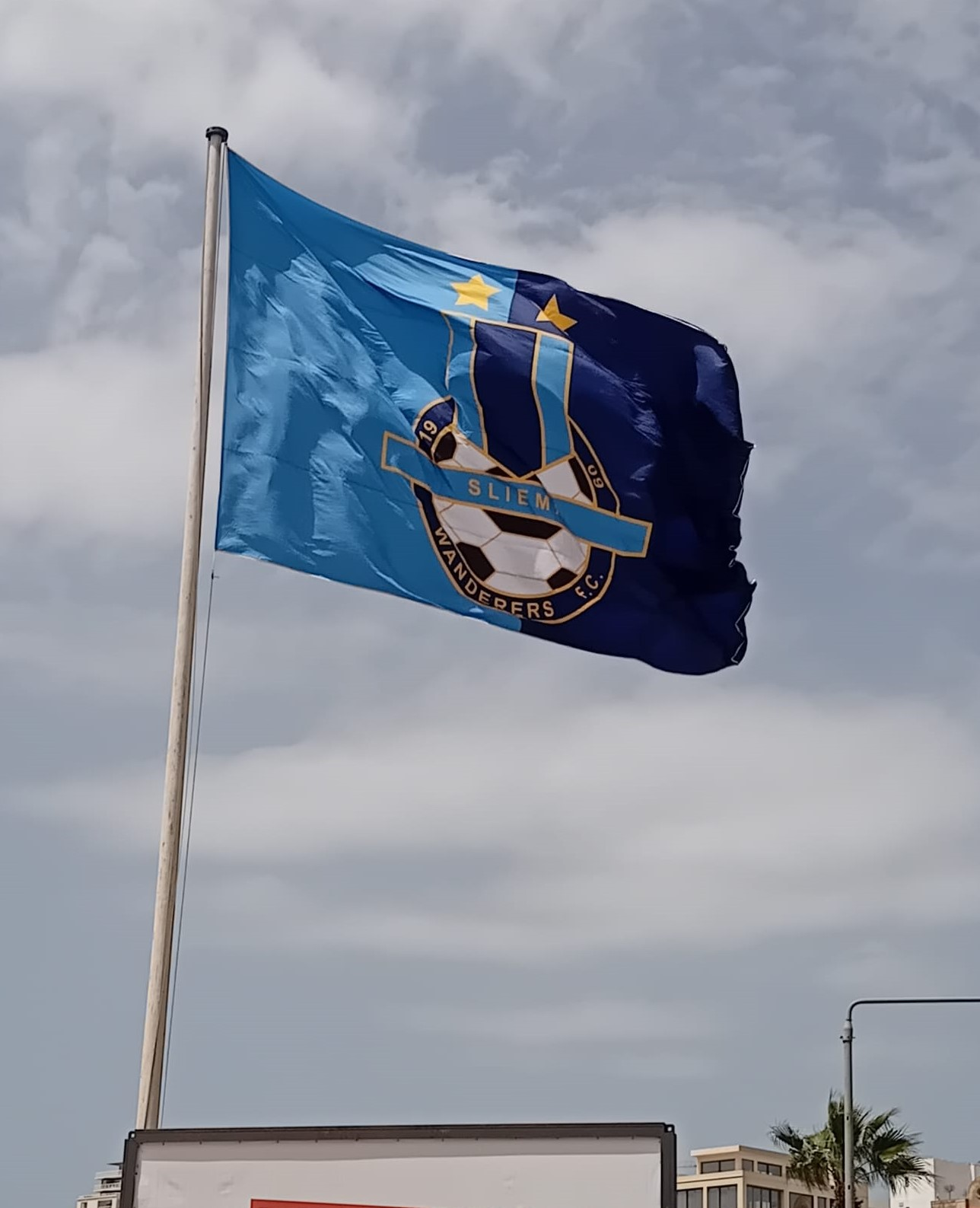
Bandiera degli Sliema Wanderers a Sliema

Nata inizialmente con una maglia di colore giallo, la squadra adottò come colori il blu (per ricordare il mare e la vocazione marittima del borgo di Sliema) e l'azzurro (in onore alla chiesa di Nostra Signora Stella del Mare, prima parrocchia della città) nello stesso anno di fondazione, per distinguersi dalla squadra rivale, il Floriana.

## Palmarès

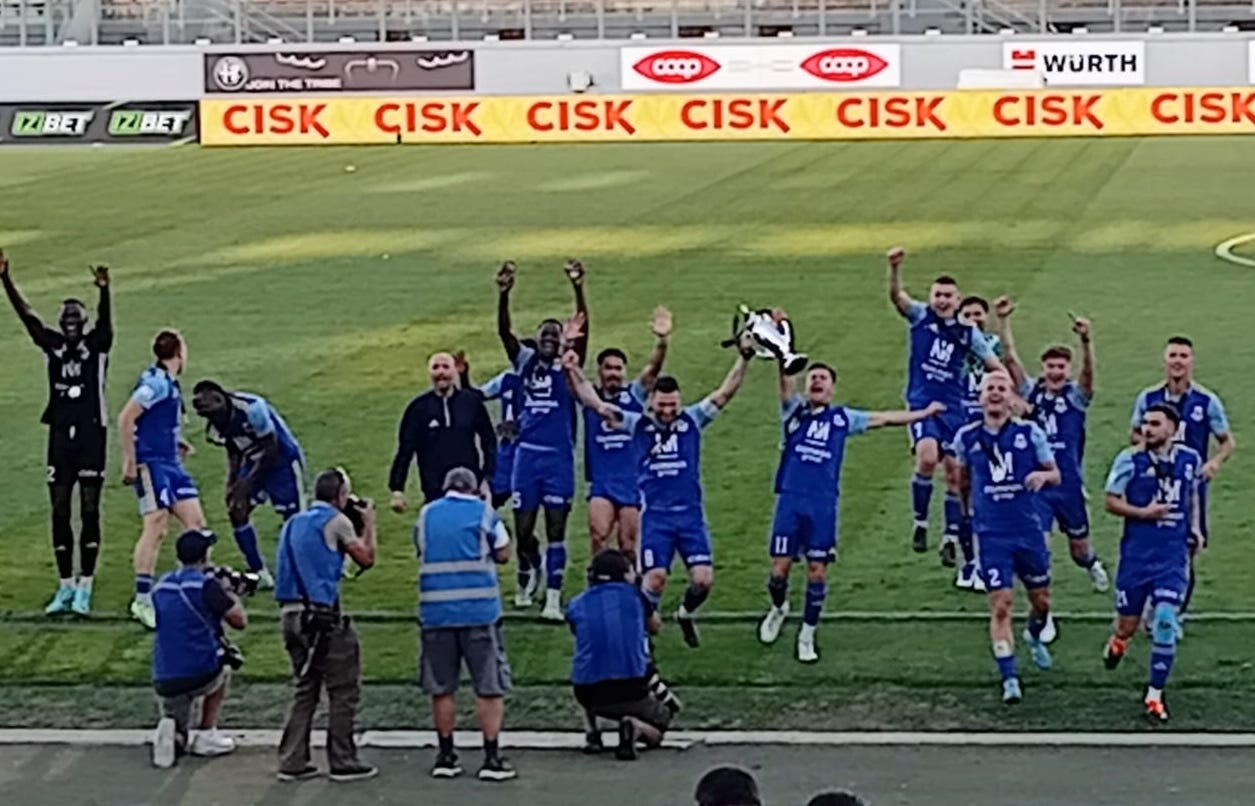
I giocatori dei Wanderers sollevano la Coppa di Malta nel 2024.

### Competizioni nazionali
- Campionato maltese: 26

1919-20, 1922-23, 1923-24, 1925-26, 1929-30, 1932-33, 1933-34, 1935-36, 1937-38, 1938-39, 1939-40, 1948-49, 1953-54, 1955-56, 1956-57, 1963-64, 1964-65, 1965-66, 1970-71, 1971-72, 1975-76, 1988-89, 1995-96, 2002-03, 2003-04, 2004-05
- Coppa di Malta: 22

1934-1935, 1935-1936, 1936-1937, 1939-1940, 1945-1946, 1947-1948, 1950-1951, 1951-1952, 1955-1956, 1958-1959, 1962-1963, 1964-1965, 1967-1968, 1968-1969, 1973-1974, 1978-1979, 1989-1990, 1999-2000, 2003-2004, 2008-2009, 2015-2016, 2023-2024
- Supercoppa di Malta: 3

1996, 2000, 2009
- First Division (Malta): 1

1983-1984
- Challenge League (Malta): 1

2022-2023

### Altri piazzamenti
- Campionato maltese:

Secondo posto: 1909-1910, 1916-1917, 1921-1922, 1924-1925, 1926-1927, 1928-1929, 1930-1931, 1931-1932, 1934-1935, 1945-1946, 1954-1955, 1957-1958, 1958-1959, 1966-1967, 1967-1968, 1969-1970, 1972-1973, 1974-1975, 1976-1977, 1979-1980, 1980-1981, 1981-1982, 1987-1988, 1989-1990, 1994-1995, 1999-2000, 2000-2001, 2001-2002, 2005-2006, 2006-2007
Terzo posto: 1912-1913, 1914-1915, 1917-1918, 1936-1937, 1947-1948, 1949-1950, 1951-1952, 1960-1961, 1961-1962, 1962-1963, 1977-1978, 1978-1979, 1984-1985, 1991-1992, 1997-1998, 1998-1999, 2023-2024
- Coppa di Malta:

Finalista: 1937-1938, 1938-1939, 1944-1945, 1948-1949, 1952-1953, 1954-1955, 1957-1958, 1963-1964, 1970-1971, 1971-1972, 1979-1980, 1981-1982, 1986-1987, 1990-1991, 1995-1996, 2001-2002, 2002-2003, 2006-2007, 2013-2014
Semifinalista: 2017-2018
- Supercoppa di Malta:

Finalista: 1988, 1989, 1990, 2001, 2003, 2004, 2005, 2016, 2024

## Statistiche

### Statistiche nelle competizioni UEFA
Lo Sliema Wanderers vanta 39 partecipazioni alle coppe Europee, la prima delle quali è datata 1964; in tale occasione, la squadra fu eliminata dai gallesi del Borough United nel primo turno preliminare della Coppa delle Coppe 1963-1964. L'anno successivo, il club fu la prima compagine maltese ad aggiudicarsi un successo in una partita valevole per una competizione europea, sconfiggendo i campioni di Grecia del Panathīnaïkos per 1 a 0.
La squadra ha ottenuto il passaggio del turno solamente in quattro occasioni, di cui una nella Coppa dei Campioni 1971-1972 (eliminando gli islandesi del IA Akranes) ed una nella Champions League 2003-2004 (battendo i lettoni dello Skonto Riga).
Tra gli altri risultati degni di nota si ricordano un 2-1 al Boavista (1º turno di Coppa delle Coppe 1979-1980), una vittoria per 3-0 in trasferta sui georgiani del Margveti Zest'aponi nel turno preliminare di Coppa Uefa (che valse la qualificazione al turno successivo) ed un 2-1 al Partizan (1º turno di Coppa UEFA 2000-2001). Si segnala infine una sconfitta per 1-0 in trasferta contro il Barcellona nel 1º turno di Coppa UEFA 1980-1981, considerato un risultato storico per il club nonostante l'eliminazione.
Tabella aggiornata alla fine della stagione 2018-2019.
| Competizione                  | Partecipazioni | G  | V | N | P  | RF | RS |
| ----------------------------- | -------------- | -- | - | - | -- | -- | -- |
| UEFA Champions League         | 10             | 24 | 5 | 1 | 19 | 18 | 66 |
| Coppa delle Coppe             | 9              | 20 | 4 | 1 | 15 | 11 | 63 |
| Coppa UEFA/UEFA Europa League | 18             | 38 | 3 | 5 | 30 | 21 | 89 |
| Coppa delle Fiere             | 1              | 2  | 0 | 0 | 2  | 2  | 10 |
| Coppa Intertoto               | 1              | 2  | 0 | 0 | 2  | 2  | 5  |

## Tifoseria

### Gemellaggi e rivalità

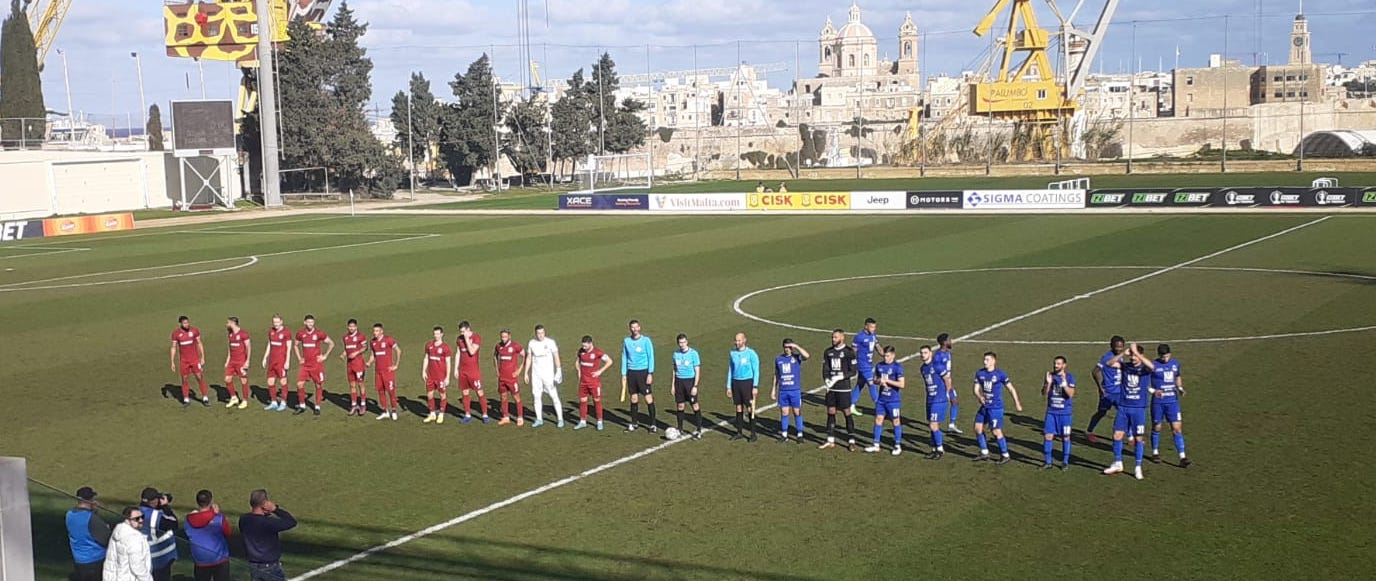
Gzira United e Sliema Wanderers in campo per il Primo turno di Coppa di Malta 2022-23

La principale rivalità è nei confronti del Floriana, squadra con la quale lo Sliema Wanderers si è conteso la maggior parte dei titoli nazionali fino agli anni '70. La partita fra le due compagini è talvolta soprannominata come Old Firm per richiamare gli antichi fasti delle due squadre. Un derby minore si segnala inoltre con lo Gżira Utd, a causa della prossimità geografica fra le città di appartenenza dei due club.

## Organico

### Rosa 2021-2022
| N. |                           | Ruolo | Calciatore        |
| -- | ------------------------- | ----- | ----------------- |
| 1  | Malta (bandiera)          | P     | Timothy Aquilina  |
| 3  | Colombia (bandiera)       | C     | Juan Morales      |
| 5  | Malta (bandiera)          | D     | Kurt Shaw         |
| 6  | Malta (bandiera)          | C     | Gabriel Aquilina  |
| 7  | Malta (bandiera)          | C     | John Mintoff      |
| 8  | Malta (bandiera)          | C     | Mark Scerri       |
| 9  | Malta (bandiera)          | A     | Omar Elouni       |
| 10 | Costa d'Avorio (bandiera) | A     | Inters Gui        |
| 11 | Ucraina (bandiera)        | A     | Ruslan Kisil'     |
| 17 | Gibilterra (bandiera)     | C     | Warsama Hassan    |
| 18 | Malta (bandiera)          | C     | Edmond Agius      |
| 19 | Malta (bandiera)          | A     | Jake Engerer      |
| 21 | Paesi Bassi (bandiera)    | C     | Danny Holla       |
| 22 | Malta (bandiera)          | P     | Rashed Al-Tumi    |
| 23 | Malta (bandiera)          | D     | Luke Anthony Borg |

| N. |                        | Ruolo | Calciatore         |
| -- | ---------------------- | ----- | ------------------ |
| 24 | Malta (bandiera)       | P     | David Cassar       |
| 25 | Giappone (bandiera)    | C     | Riki Kakinuma      |
| 29 | Panama (bandiera)      | D     | Óscar Linton       |
| 30 | Malta (bandiera)       | A     | Jean Paul Farrugia |
| 61 | Malta (bandiera)       | D     | Myles Beerman      |
| 88 | Malta (bandiera)       | D     | Dejan Vukovic      |
| 99 | Paesi Bassi (bandiera) | A     | Sylvano Comvalius  |
|    | Italia (bandiera)      | C     | Matteo Piciollo    |
|    | Malta (bandiera)       | D     | Iousef Meli        |
|    | Malta (bandiera)       | C     | Gary Muscat        |
|    | Brasile (bandiera)     | D     | Arthur Cunha       |
|    | Portogallo (bandiera)  | D     | Nuno Malheiro      |
|    | Camerun (bandiera)     | C     | Joseph Minala      |
|    | Giappone (bandiera)    | D     | Soichiro Tanaka    |